# Смоленская (станица)
Смоленская — станица в Северском районе Краснодарского края. Административный центр Смоленского сельского поселения.
Население — 8327 человек (2021).

## Название
Первоначально станица называлась Афипской — от расположения на реке Афипс. В 1867 году Наместник Кавказский великий князь Михаил Николаевич, обратив внимание на то, что некоторые станицы носят названия с адыгской основой, производные от местных речек и урочищ, труднопроизносимые для русскоязычных жителей, «изволил выразить желание присвоить им другие наименования, более соответствующие русскому населению». Тогда многие станицы Кубани назывались в честь полков или командиров, здесь воевавших. В результате «дабы увековечить подвиг русских полков» станица Афипская была переименована в честь Смоленского полка.
Во многих исторических источниках указано, что Смоленский полк располагался «на месте будущей станицы Смоленской в период действий Шапсугского отряда в Закубанье во время Кавказской войны». Но такое вряд ли возможно, так как в 1863 году Смоленский полк участвовал в подавлении Польского восстания на западной границе Российской империи. Наместник царя на Кавказе и его брат Михаил Романов, возможно, так хотел отметить успешное «усмирение Польши» и другие заслуги полка.

## География
Станица расположена в предгорьях Северо-Западного Кавказа, на реке Афипс (левый приток Кубани), на высоте 44 м над уровнем моря (район рынка), на Закубанской равнине в лесостепной предгорной зоне.
Расстояние до Краснодара — 27 км, до районного центра — станицы Северской — 32 км (по автодорогам). До Чёрного моря от Смоленской через горы (до Архипо-Осиповки) — 50 км, по автодороге через Адыгею — 125 км. До ближайшей ЖД станции (Афипская) — 12 км. Станица протянулась с севера на юг, вдоль реки Афипс, на 6 км.

### Рельеф
Рельеф — Закубанская наклонная равнина, предгорья Северо-Западного Кавказа. Находится в области кайнозойской складчатости.
Смоленская, как и вся предгорная и горная зоны Краснодарского края, находится в сейсмоопасной зоне, где возможны землетрясения силой до 7 баллов по шкале Рихтера, из-за продолжающего горообразовательного процесса в горах Кавказа.
Ближайшая гора высотой 159 м примыкает к станице за кладбищем, примерно в 7 км от центра поднимается на 345 м (гора Ламбина). В южной стороне станицы в 20-30 км расположены более высокие горы: Герсеванова — 593 м, Саб — 520 м, Собер-Баш — 735 м, Большой Афипс — 737 м, Папай — 818 м, Убиньсу — 875 м. Гора Собер-Баш (Оашх) зовется в народе горой «ведьм», а Папай был главным Богом скифского народа, когда-то жившего в этих местах. Расстояние между горами 13 км.

### Климат

#### Общая характеристика
Климат — умеренно континентальный, характеризующиеся продолжительным жарким летом и короткой тёплой зимой. В целом, климат благоприятный для проживания людей и ведения сельского хозяйства.
Формируется под влиянием воздушных масс:
- Умеренных (Атлантических), чаще всего преобладают и при вторжении — летом — прохладно и дождливо, зимой — оттепели, дождь и мокрый снег;
- Арктических, при вторжении —  летом — прохладно и солнечно, зимой — холодно (температура опускается до −20') и ясно;
- Тропических (из Средиземноморья и Средней Азии), при проникновении — летом — очень жарко (температура поднимается до +40' в тени) и сухо, зимой — очень тепло (до +20') и ясно.

Средняя температура самого холодного месяца: +0,3', наиболее тёплого: +28,6', среднегодовая температура: + 14,5' (для сравнения: в Анапе +14,4', в Туапсе +16,2'; в Сочи +16,8'; в Ейске +12'). Относительная влажность наружного воздуха наиболее холодного месяца — 79 %, наиболее жаркого — 46 % (в Анапе: 76 и 58, Туапсе: 69 и 64, Сочи: 68 и 67, Ейске: 85 и 58, Москве: 83 и 50 соответственно). Для Смоленской, из-за близости Кавказских гор, эти данные могут отличаться от Краснодара, особенно при устойчивых южных ветрах, приносящих тепло и влажность Чёрного моря.
Осадков в Смоленской выпадает в среднем 700—800 мм в год. Максимум их приходится на июнь и январь. Среднегодовая влажность воздуха — 71 %. Преобладающие направления ветра — январь — северо-восточные (приносят холодный воздух), июль — юго-западные. Атмосферное давление — минимальное — в июле (755 мм рт. ст.), максимальное — в декабре (760 мм рт. ст.). Среднегодовое — 760 мм рт. ст. В среднем за год в Смоленской число дней с туманом — 30, число дней с дымкой — 162. Чаще всего туманы бывают осенью и зимой, а дымка — осенью и весной. Гололёд в среднем бывает 6 дней в году, изморозь — 9 дней в году. Грозы в станице характерны для летних месяцев (наиболее часты в июне).

#### Характеристика времён года
Зима
Метеорологическая зима в Смоленской короткая. Средняя дата её начала (усреднённые данные за последние 10 лет) — 25 января, когда среднесуточная температура опускается ниже 0 градусов. Средняя дата её окончания — 1 февраля, когда среднесуточная температура поднимается выше 0 градусов. Таким образом, синоптическая зима в станице Смоленской продолжается всего 8 дней. Снежный покров в зимние месяцы неустойчивый. Средняя температура самых холодных месяцев года — января и февраля — 0… +5 градусов. Между тем, в январе и в феврале, при вторжении Арктических антициклонов, наблюдаются резкие понижения температуры до −20… −30 градусов. 23 января 2006 года была зарегистрирована температура −34 градуса (абсолютный минимум температуры в станице за весь период многолетний наблюдений). Зимой часты потепления — до +15…+20 градусов («февральские окна»). Зимние осадки выпадают в основном в виде дождя.
Весна
Метеорологическая весна — начинается 2 февраля (усреднённые данные за последние 10 лет), когда среднесуточная температура поднимается выше 0 градусов. Заканчивается метеорологическая весна, согласно этим же данным, 24 апреля, когда среднесуточная температура поднимается выше +15 градусов. Таким образом, продолжительность этого метеорологического сезона — почти 2,5 месяца. Весна в станице Смоленской характеризуется тёплой и дождливой погодой. Часто наблюдаются возвраты холодов, а так же аномальная жара — в основном в апреле. Ночные заморозки возможны в любые сутки синоптической весны. Средняя температура в апреле +12 градусов.
Лето
Метеорологическое лето — самое продолжительное время года в Смоленской. Оно начинается 25 апреля (усреднённые данные за последние 10 лет), когда среднесуточная температура поднимается выше +15 градусов. Заканчивается метеорологическое лето, согласно этим же данным, 13 октября, когда среднесуточная температура опускается ниже +15 градусов. Таким образом, этот синоптический сезон длится в станице Смоленской 5,5 месяцев. Лето в станице зачастую засушливое и жаркое. Дневные температуры часто достигают +30…+35 градусов (в тени). Максимальная температура зарегистрированная в станице +40 градусов. Заморозки в этот сезон года исключены. Самые жаркие месяцы года — июль и август. Средняя температура этих месяцев +24 градуса.
Осень
Метеорологическая осень — начинается 14 октября (усреднённые данные за последние 10 лет), когда среднесуточная температура опускается ниже +15 градусов. Заканчивается метеорологическая осень, согласно этим же данным, 24 января, когда среднесуточная температура опускается ниже 0 градусов. Таким образом, продолжительность этого сезона составляет — 3,5 месяца. Этот сезон характеризуется тёплой и дождливой погодой. Средняя температура октября +12 градусов. Первые заморозки и первый снег возможны уже в ноябре. Часты повышения температуры до +15…+20 градусов. Первые настоящие холода и большой снег приходят только в январе.

### Реки и почвы
Единственная река — Афипс, являющийся левым притоком реки Кубань. Для неё характерны интенсивные зимние и весенние паводки, летняя межень, вплоть до полного пересыхания реки к концу лета. Зимой река замерзает, но не надолго (на несколько дней) и не каждую зиму.
Почвы — чернозёмы: слитые, горные (тучные), серые лесные почвы.

### Флора и фауна
Природная зона — лесостепь. Южнее станицы, в предгорьях и горах Большого Кавказа, начинается природная зона широколиственных лесов.
Главные представители растительности здесь — дуб, бук, граб, ольха, осина, пихта. Много плодовых — яблоня, груша, кизил, орешник, каштан.
Фауна смоленской лесостепи — степные хори, полевые мыши, кавказские кроты, лесные куницы, кабаны, косули, шакалы. Важнейшие птицы — синицы, дрозды, сойки, вороны. В окрестных лесах обитают — медведь, барсук, кавказский благородный олень, кабан, ёж, белка, лесная мышь.

## Население
| 1979 | 2002  | 2010  | 2021  |
| ---- | ----- | ----- | ----- |
| 5970 | ↗8026 | ↘7591 | ↗8327 |

По численности населения станица занимает 5-е место среди населённых пунктов Северского района. По состоянию на 1 января 2023 года численность населения составляет 9453 человека.

### Возрастной состав
Возрастной состав населения: дети от 0 до 17 лет — 20 % от всего населения, взрослые — 80 %. В общей численности населения: 57,6 % — лица трудоспособного возраста, 24,4 % — пенсионеры.

### Национальный состав
По данным Всероссийской переписи населения 2010 года, русские составляют 93,1 % населения станицы, украинцы — 2,3 % , армяне — 2,0 %, белорусы — 0,4 %, татары — 0,3 %, немцы — 0,2 %, лезгины — 0,2 %, удмурты и греки — 0,1 %.

### Конфессиональный состав
Самая многочисленная группа — православные христиане (почти 75 % населения). Вторая по численности группа — мусульмане-сунниты (до 5 % от всего населения). Так же многочисленные конфессиональные группы — свидетели Иеговы и атеисты (агностики).

## Культура

### Дом культуры «Автомобилист»
Смоленский Дом культуры «Автомобилист» — культурный и просветительский центр станицы Смоленской, расположен на севере станицы, на въезде со стороны поселка Афипского, в микрорайоне «Автомобилист». Открылся в декабре 1991 года. Входит в состав МБУК «Смоленская ЦКС». Основными направлениями деятельности ДК — развитие народного творчества и организация досуга населения станицы.
Зрительный зал вмещает 180 зрителей. ДК организатор всех крупных мероприятий, проводимых в Смоленском сельском поселении: Для жителей и гостей станицы проводятся праздничные концерты, познавательные и тематические программы. Для людей старшего возраста работают клубные любительские объединения: «Ветеран», «Сенполия». Дети младшего школьного возраста и подростки посещают клубы «Непоседы», «Веселая ракетка», «Подросток и закон», «До 16, не старше».
В ДК работает 34 культурно-досуговых формирования различной направленности: хореография, художественная гимнастика, вокал и театральное искусство, в которых состоит 845 человек.
В 2017 году ДК провел 250 мероприятий, в том числе 170 — детских. В них приняло участие почти 40.000 человек, из них 8.000 — дети. Кроме того, в здании ДК «Автомобилист» с 1995 года работает Смоленский филиал Афипской детской школы искусств. Ведется обучение на музыкальных инструментах: фортепиано, гитара, баян, аккордеон, флейта, скрипка, домра, саксофон и др.

### Библиотеки
Смоленская сельская библиотека «Автомобилист» (филиал номер 12)
Расположена на втором этаже сельского дома культуры «Автомобилист». Свое название библиотека получила благодаря тому что расположена в микрорайоне автомобилистов. Ранее библиотека была ведомственной, принадлежала Смоленской автобазе ОАО «Кубаньагропромтранс», но в период перестройки предприятие распалось. Библиотеку и дом культуры передали на баланс в отдел культуры. Название сохранилось.
Смоленская сельская библиотека обслуживает более 500 читателей, половина из которых дети. В доме культуры, где находится библиотека, расположена еще и музыкальная школа, таким образом получается детский центр, где дети могут заниматься музыкой, посещать различные кружки и пользоваться библиотекой. Для детей регулярно организуются различные мероприятия.
Смоленская сельская библиотека (филиал номер 13)
Библиотека расположена в здании администрации Смоленского сельского поселения. Её фонд — почти 18000 экз., из них — 6000 экз. — детская литература. В библиотеке около 1300 читателей, из них 550 — дети. В год выдаётся 27000 экз. литературы, из них — 8000 — детям. В библиотеке работают три сотрудника.

### Праздники и памятные даты
День освобождения станицы Смоленской
Отмечается ежегодно 13 февраля. Главные мероприятия в этот день проходят на Мемориале воинам-освободителям (в просторечии — Памятник), воздвигнутом на месте большой братской могилы. Находится мемориал на пересечении улиц Мира — Красноармейская — Хлеборобная. Также памятные мероприятия проходят в школе, в школьном музее, станичном парке и в ДК «Автомобилист». В этот день проходит митинг, концерт и возложение венков и цветов к Мемориалу. В отдельные годы в этот день зажигают Вечный огонь и проходят перезахоронения советских воинов, павших в боях за станицу Смоленскую.
День станицы Смоленской
Отмечается во вторую субботу августа, раз в 5 лет, в юбилейные годы. Главные торжества проходят в центре станицы, на площади перед магазином «Пятёрочка», где устанавливается огромная сцена. На этой сцене чествуют и награждают особо отличившихся станичников. Также в этот день чествуют молодоженов, у которых в этот день — День бракосочетания. Там же проходит митинг и праздничный концерт. Весь день в центре станицы проходят народные гулянья, а вечером дискотека. Заканчиваются праздничные мероприятия вечерним салютом.

## Церкви, памятники и другие культовые сооружения

### Храм в честь Казанской иконы Божией Матери Русской православной церкви
На территории станицы Смоленской находится один храм Русской православной церкви Московского патриархата — храм в честь Казанской иконы Божией Матери. Он расположен на территории станичного парка. Был восстановлен в начале 2000-х годов на добровольные пожертвования прихожан. Настоятель храма — отец Алексий Мельничук.

### Братские могилы
В станице расположено несколько братских могил и памятников. Крупнейший памятник станицы — Мемориал воинам-освободителям, воздвигнутый на месте большой братской могилы. Находится на пересечении улиц Мира — Красноармейская — Хлеборобная. Ежегодно возле памятника проводятся памятные мероприятия, посвящённые Дню Победы и Дню освобождения станицы. Регулярно проводятся перезахоронения воинов, погибших в годы Великой Отечественной войны. Последнее подобное мероприятия состоялось в конце апреля 2015 года. На нём присутствовал врио губернатора Кубани Вениамин Кондратьев.

### Поклонный крест
3 июня 2013 года на въезде в станицу Смоленскую, по согласованию с администрацией Смоленского сельского поселения Северского района был установлен Православный Поклонный Крест. Поклонный Крест изготовлен уроженцем станицы Смоленской Ященко Дмитрием Николаевичем. Художники — Михович М. А., Мгебришвили Н. Т., Тарасов В. В., Михович Р. И., Колесников А. А. Высота Поклонного Креста 5 метров, из литьевого мрамора с изображением мозаичной иконы Нерукотворного Спаса (флоринтинская мозаика). Инициатива установки Поклонного Креста принадлежит предпринимателям и жителям Смоленского сельского поселения Северского района, с благословения настоятеля православного прихода Храма в честь Казанской иконы Божией Матери протоиерея Александра Бордунова. Окончательное оформление Поклонного Креста завершилось 19 июля 2013 года.
20 июля 2013 года Поклонный Крест был освящен настоятелем православного прихода Храма в честь Казанской иконы Божией Матери протоиереем Александром Бордуновым. На освящении присутствовали: глава Смоленского сельского поселения Северского района Минеев А. А., депутаты Совета Смоленского сельского поселения Северского района, сотрудники администрации, прихожане храма, жители Смоленского сельского поселения. Такие же Поклонные кресты позже были установлены на въезде в станицу Смоленскую со стороны станицы Григорьевской и станицы Крепостной.

## История

### Станица с основания до конца XIX века
До основания станицы на этом месте располагался большой адыгский аул Сухунояк, насчитывавший около тысячи домов. В 1860 году его жители были переселены на равнину либо эмигрировали в Османскую империю.
В 1864 году, после завершения Кавказской войны, из Черноморья, Дона и Азова потянулись подводы с переселенцами. Некоторые из них основали станицу Афипскую на месте бывшего аула, где столкнулись с существенными проблемами. К тому времени от аула остались лишь несколько колодцев с питьевой водой, включая "Чайный" родник у горы. К нему проложили гать, которую позднее продлили до Григорьевского военного укрепления — здесь станичники в течение трёх лет получали казённый провиант, что стало жизненно важным для выживания поселения.
В 1867 году, по истечении трёх лет, станичное общество обратилось с прошением о продлении продовольственной помощи и разрешении на продажу строевого леса, однако командир Псекупского полка оставил прошение без удовлетворения.
Первым начальником станицы был хорунжий Лысенко. Население станицы формировалось из выходцев разных регионов, включая:
- Представителей Черноморского и Линейного казачьих войск;
- Представителей Оренбургского казачьего войска;
- Бывших крестьян Харьковской и Воронежской губерний[2].

В архивных документов сохранились некоторые имена первых жителей:
- Урядники: Витушка Пётр, Горлов Иван, Дарда Иосиф, Иванищев Василий и др;
- Казаки: Аверин Иван, Адамов Василий, Алексеев Филипп, Андрияш Александр и др.

В 1867 году, по распоряжению наместника Кавказа великого князя Михаила Николаевича, она была переименована в Смоленскую — в честь Смоленского полка.
Климат в станице был сильно сырой, что способствовало развитию лихорадки весной и летом, особенно в августе, когда болезнь принимала эпидемический характер и население всей станицы подвергалось эпидемии.
Вследствие внимания казачьего начальства и популяризации грамотности среди первопоселенцев в 1867 году практически по всех станицах Псекупского казачьего полка были основаны школы, в которых началось обучение казачьих детей. В станичной афипской школе в 1867 году обучалось 23 мальчика, учителем которых был казак Ефим Семеновский. В следующем году в числе учеников появились 2 девочки, а учителем назначили причетника Николая Смирнова.
Молитвенный дом в честь Казанской иконы Божией Матери был построен в 1865 году без иконостаса. В 1867 году он упоминается в документах как Казанско-Богородицкая временная церковь. Первым настоятелем был назначен священник Иоанн Изволенский.
В 1869 году Кубанское казачье войско выделило 10000 рублей серебром, а жители станицы пожертвовали 5200 рублей на постройку новой церкви. Строительство было завершено в 1871 году, а освящение состоялось в 1876 году. Здание было деревянное на каменном фундаменте. В 1884 году церковь была перестроена.
Некоторая часть утвари была пожертвована приходу Великой княгиней Ольгой Фёдоровной Романовой: потир, дискос, малое евангелие и напрестольный крест. Церкви принадлежала земля в количестве 200 десятин. Причтовая земля характеризовалась так: «каменистые горы да плохой лес, для хлебопашества неудобна».
В 1873 г. атаманом в станице был урядник Кривчиков Иван Семенович. В 1874 г. — урядник Яценко Сергей. В 1875 г. — урядник Барковский Абрам. В 1877 г. — приказный Богуш. В 1878 г.- исполняющим должность атамана был казак Полупан Сидор. В 1880 г. атаманом был урядник Кутепов Иван.
По статистическим данным за 1881 г. в станице было 238 домов, 2 мельницы, 2 кузницы, 5 пасек, 2 лавки. В станичном училище обучалось 19 человек.
К 1883 году по предложению благочинного священника Василия Смельского станичное правление устроило отличный дом для священника, стоимостью в 1200 руб.
Помимо Казанской церкви в станице существовала часовня на хуторе Смоленском, которая была приписана к станичному приходу.
В 1879 году жители станицы за «проповедание им слова Божия в каждую службу, неопустительное служение в храме Божием даже в болезненном состоянии, исправное отправление всех треб по приходу и заботливость об украшении храма» подарили икону Казанской Божией Матери священнику Николаю Юноше-Залусскому.
За своё ревностное служение настоятели храма не раз отмечались церковным начальством. Так в 1887 году священник Петр Высоцкий был награждён правом ношения набедреника.
Местный нрав станичников, возможно, способствовал быстрой смене настоятелей. В 1894 году священник Иоанн Гремяченский был перемещен из ст. Смоленской в станицу Новомышастовскую по собственному прошению, а на его место был назначен священник Лазарь Михайловский 13 августа того же года.
Станица Смоленская славилась упадками нравственности среди своих жителей. О нравственном отношении станичников свидетельствовал настоятель храма: «Есть остатки хлыстовщины. Усердия к церкви нет; иногда во время богослужения церковь бывает совершенно пуста: все прихожане — в лесу. Ни помина, ни молебнов, ни заказных литургий не бывает. Старики пьянствуют, молодёжь распутничает. Плантации развратили все молодое поколение…».
В 1891 году станичным атаманом был Иван Иванович Шалый.
В 1892 году началась эпидемия холеры, погибло 100 человек. Во время эпидемии по четырём углам станицы был совершен молебен. В этих местах были поставлены большие деревянные кресты и к ним ежегодно 20 июля совершался крестный ход в память об избавлении от повальной болезни.
В 1898 году настоятелем храма был священник Лаврентий Михайловский. В 1907 г. священнослужителям епархии выдавались дополнительные пособия, из оставшегося жалования, выданного Кубанским казачьим войском в 1906 г. Пособие получили священник хут. Смоленского Георгий Рябчиков — 300 р. и псаломщик Порфирий Шмигельский — 100 р.
В 1899 году проезжала Екатерина II.

### Атаманы станицы Смоленской
1873 г. — урядник Иван Семенович Кривчиков
1874 г. урядник Сергей Моисеевич Яценко
1875—1876 г. урядник Абрам Барковский
1877 г. приказный Богуш
1878—1879 г. казак Исидор Полупан
1880 г. урядник Иван Кутепов
1882 г. урядник Трофим Витушка
1890 г. Иван Иванович Шалый
1892 г. урядник Роман Подлесный
1906 г. нестроевой старшего разряда Михаил Коломиец
1910 г. нестроевой старшего разряда Иван Мащенко
бывший в 1913 г. атаман уволен с должности.
1913 — ? гг. Евдоким Григорьевич Голуб
1917 г. Исидор Леонтьевич Петренко.

### Начало XX века
Наблюдался небольшой экономический подъем. Пасеками в станице владели Петр Данилов и Василий Назаренко. У казака Константина Федоровича Желтухина был большой сад (яблоки, груши, клубника).
Во время Русско-японской войны казаки станицы входили в состав 5-й сотни I Екатеринодарского кошевого атамана Чепеги полка. 7 мая 1905 года во время боевых действий в составе I Екатеринодарского кошевого атамана Чепеги полка был убит казак Иван Степанович Кириченко. В семье убитого остались жена и два сына. Медалью «За храбрость» были награждены казаки станицы Карп Шабанов и Василий Павелко.
В 1907 году определением Святейшего Синода от 31 августа было определено на хуторе Смоленском открыть самостоятельный приход с причтом из священника и псаломщика, с назначением причту жалованья из казны: священнику — 300 р. и псаломщику — 100 р. в год.
В том же году бывший староста церкви станицы Смоленской казак Савва Данильченко был награждён похвальным листом за пожертвования в пользу местной церкви и усердную службу в должности старосты.
В 1908 году станичное общество лишило церковный причт общественных квартир. Епархиальное начальство, в виду невозможности существования причта при таких условиях, закрыло приход, а священника о. Лаврентия Михайловского перевели в ст. Северскую. Тогда только общество одумалось и возвратило дома. Духовенство испытывало некоторые трудности в проживании в станице. Это видно из того, что с 1864 г. по 1907 г. здесь сменилось 16 священников и 17 псаломщиков.
Торжественно отмечалось в 1914 г. пятидесятилетие станицы Смоленской. Впервые в станицу прибыло высокое начальство: директор народных училищ Кубанской области действительный статский советник Поночевнов М. С., представитель Отдела атамана Кубани войсковой старшина Косинов, секретарь «Кубанских Казацких Вестей» Борец И. И., которых сопровождал попечитель двухклассного училища Смоленской есаул Ягодкин. Приехал также духовой оркестр и, впервые, фотограф.
В 1915 году настоятелем храма был назначен священник Иоанн Бойко. В станичных школах, многие из которых были открыты к началу XX века, преподавание Закона Божиего велось духовенством храма. В двухклассном мужском училище и одноклассном женском преподавал священник Иоанн Бойко, а в одноклассном смешанном училище (то есть учились вместе и мальчики, и девочки) законоучителем был диакон Евстафий Лазаревич Попов. После революции, в 1918 году, отец Иоанн был переведен в станицу Георгие-Афипскую вместо убитого красными священника Александра Флегинского.

### Революция 1917 года и Гражданская война
В 1917 году в станице насчитывалось 1075 хозяйств. На большом числе прилегающих к станице хуторов проживало немало жителей, занимающихся скотоводством и сельским хозяйством. На хуторе Общая Щель было 72 хозяйства, на х. Иорданова Щель — 38, х. Гаргаров — 31, х. Редкоруб — 25, х. Чабанов — 22, х. Андреев — 21, х. Лазарев — 17, х. Кожухов — 20, Плантации — 15, Деремиев — 11, х. Школьный — 9, х. Церковный — 6, х. Берковский — 6, х. Безет — 5, х. Широкая Балка — 5, х. Пятая Балка — 3, х. Науменко — 3, х. Первая Щель — 2, х. Причтовый — 2, х. Потомственный — 1, х. Паресова Щель — 1, х. Голивуса — 1, х. Почанская Щель — 1, участок Угрюперский — 1, х. Кон. Щель — 1, х. Чуприка — 1, х. Семак — 1. Всего на территории Смоленской станичной дачи проживало 7931 человек обоих полов. Многие из потомственных станичников имели свои хутора, называвшиеся по их фамилиям или именам, и проживали на них, имея при этом дома в самой станице.
В 1917 году началась революция в России, и последовавшей за ней гражданская война. Особенно ожесточенное сопротивление советской власти оказало казачество, из-за чего Кубань и Дон стали ареной кровопролитных боев. В число затронутых конфликтом территорий вошла и станица Смоленская.
В марте 1920 года в станице была установлена власть большевиков. С наступлением советской власти продолжала действовать еще некоторое время станичная церковь.

### Первые годы советской власти
В начале 20-х годов в Советской России происходят коренные изменения. Была отменена частная собственность на землю, сословные привилегии и деление на казаков и иногородних. Возникли первые сельхозартели и товарищества по совместной обработке земли (ТОЗы), в которые вошли бедняцкие хозяйства. В середине 1924 г. вместо волостей создавались районы. В 1929-30 гг., во время кампании по введению сплошной коллективизации, на базе ТОЗов были организованы колхозы.
В 1931 г. в Северском районе появилась первая МТС, в которой насчитывалось 20 тракторов и другой сельхозтехники. С развитием механизации, улучшением материально-технической базы хозяйств выросли урожайность и производительность труда, повысился уровень жизни людей. Большое внимание уделялось ликвидации неграмотности и развитию культуры — открываются школы, избы-читальни, кинотеатры.
В 1922 году в станице начала работу комиссия по изъятию церковных ценностей в пользу голодающих Поволжья. 6 апреля того же года была составлена первая опись богослужебных предметов. Различные заседания комиссии продолжались вплоть до 10 мая, когда были изъяты следующие ценности: позолоченная чаша, дискос, малый дискос, звездица, лжица, две серебряные тарелочки, старый большой серебряный крест. Непосредственно при изъятии и заседании комиссии принимал участие представитель приходского совета священник В. Рубцов. Всего было изъято в Смоленской девять вещей общим весом в 2 фунта 82 золотника.
А между тем, голод охватил не только вышеназванное Поволжье, но и Северный Кавказ. В результате «раскулачивания» и продразверстки голод пришёл во многие станицы и хутора Кубани, в том числе и в Смоленскую.
Борьба советской власти с церковью привела к тому, что в 1935 году станичный храм был закрыт и богослужения прекращены. В 1956 году станичники разобрали храм.

### Великая Отечественная война
Великая Отечественная война нанесла огромный урон станице Смоленской. На фронт ушли 2000 станичников, которые сражались на всех фронтах войны (в том числе — добровольцы). Почти 1500 из них погибли на полях сражений. На полях и в колхозах, ушедших на фронт мужчин, заменяли женщины и дети.
С августа 1942 г. по февраль 1943 г. станица была оккупирована немецкими войсками. День освобождения станицы — 13 февраля — празднуется ежегодно. Во время оккупации в станице был установлен жестокий оккупационный режим. Сотни жителей были расстреляны, повешены, замучены и угнаны на принудительные работы в Германию. В станице и её окрестностях действовало несколько партизанских отрядов.
Освобождение станицы Смоленской и всего Северского района — составляющая часть Битвы за Кавказ.
2 января 1943 года 20-я Горнострелковая дивизия (20 ГСД) вошла в состав 56-й армии и приняла участие в наступательной операции Черноморской группы войск на краснодарском направлении. Дивизии предстояло совместно с другими подразделениями армии нанести удар в направлении Смоленская, Георгие-Афипская и далее на Краснодар.
20-й ГСД был получен приказ: походным порядком совершив марш к Шапсугу и преодолев Шабановский перевал, к исходу 10 января сосредоточиться в районе станицы Крепостная.
После утомительного марша, 12 января 1943 года части дивизии сосредоточились в станице Крепостной. На другой день в дивизию приехал командующий 56-й армией генерал-лейтенант А. А. Гречко. После ознакомления с состоянием частей дивизии командарм поставил перед соединением задачу: с утра 14 января перейти в наступление и к исходу дня овладеть Смоленской и Консуловым, не допуская отхода противника на север.
Ранним утром 17 января после минометного обстрела 265-й полк начал штурм горы Ламбина. День выдался туманным, моросил дождь. Видимость была плохая. Многодневные проливные дожди расквасили землю. Под сильным огнём, по крутым склонам горы трудно было атаковать врага. Несколько часов длился штурм, но воины полка все-таки выбили гитлеровцев с Ламбины. Преследую противника, полк к 14 часам подошёл к хутору Консулов.
С наступлением темноты, 19 января, части дивизии взаимодействуя с 9-й гвардейской стрелковой бригадой, начали атаку. Вскоре 265-й и 379-й полки ворвались в Смоленскую. К утру эти части, овладев северной и западной окраиной станицы, вынуждены были перейти к обороне.
Сражение за Смоленскую становилось все ожесточенней. Фашисты вводили в бой свежие резервы. Особенно ожесточенные бои развернулись за Ламбину, на которой обе стороны несли большие потери от артиллерийского и минометного огня. Атаки следовали одна за другой. В результате ожесточенных боев противник, поддержанный танками, заставил советские подразделения отойти на южные склоны. К вечеру эти подразделения оставили Ламбину и гора вновь оказалась в руках противника.
В ночь на 21 января при поддержке двух 120-мм минометов подразделения, оставившие Ламбину, вновь пошли на штурм горы, вновь атаковали врага и сбросили гитлеровцев с горы. Использовалась и рукопашная схватка.
Весь день 21 января дивизия вела тяжелые бои в Смоленской. Под неистовым напором превосходящих сил противника части дивизии вынуждены были оставить северную и северо-западную окраины Смоленской.
В ночь на 23 января 1943 года, солдаты 20-й ГСД, воспользовавшись тем, что гора Ламбина была вновь в наших руках, пошли на прорыв и прорвали кольцо окружение противника. Вновь были заняты позиции на западе станицы. Враг имел численное превосходство и ожесточенно контратаковал части советской дивизии. В тяжелых боях в период с 16 по 23 января врагу были нанесены огромные потери. Было уничтожено около 1000 немецких солдат и офицеров, около 10 танков и взято в плен более 30 человек. Потери советских войск были ещё больше.
С 16 января по 14 февраля проходили тяжелые и изнурительные бои за Смоленскую и Григорьевскую. Люди по нескольку раз в день поднимались в атаку, шли по колено в грязи, страдали от холода и недоедания. Многие бойцы и командиры из 20-й ГСД погибли.
12 февраля была полностью освобождена станица Григорьевская, а на следующий день была полностью освобождена станица Смоленская.

### 1950—1980-ые годы
После изгнания гитлеровцев жители станицы восстановили разрушенное народное хозяйство. В 1960 году началась газификация жилого фонда, коммунально-бытовых и промышленных объектов района. Станица развивались и обустраивались — строились новые культурно-бытовые объекты и новые предприятия, прокладывались асфальтированные дороги, увеличивалось количество техники в хозяйствах.
В станице появились новые предприятия и социальные объекты: колхоз «Путь Ильича», автобаза «Кубаньагропромтранс», новая школа, два дома культуры и два детских сада, парк с летней танцплощадкой и летним кинотеатром, двухэтажные дома на севере станицы и т. д.

## Образование

### МБОУ СОШ № 49
49-я школа расположена в центре станицы и является единственной общеобразовательной школой в Смоленской. Создана школа 1 сентября 1978 года. В школе обучаются 841 человек.
В школе работают 58 учителей, из них: 54 имеют высшее образование, 4 учителя — Заслуженные работники народного просвещения, 1 учитель — Почетный работник народного просвещения.
В школе находится Краеведческий музей им. Павлика Пищенко (создатель музея — Чеботарева Н. И., учитель истории), два спортивных зала, пищеблок, мастерские, актовый зал. По оснащенности, учебным и спортивным достижениям Смоленская школа — одна из лучших в Северском районе.

### Детский сад № 19
Детский сад расположен в центре станицы на ул, Советской, 40.

### Детский сад № 41
Детский сад расположен на севере станицы, на въезде со стороны пос. Афипского.

### Смоленское отделение Афипской детской школы искусств
Расположено в здании ДК «Автомобилист», на въезде в станицу со стороны пос. Афипского. Отделение открыто в 1995 году. Учащиеся обучаются игре на разных музыкальных инструментах (фортепиано, гитара, аккордеон, баян, домбра, саксофон), занимаются эстрадным и народным пением.

## Здравоохранение

### Смоленская амбулатория и Аптеки
Единственным учреждением здравоохранения в станице является амбулатория (обслуживает также жителей ближайших станиц и поселков). Она расположена в центральной части станицы, по адресу: ул. Первомайская, 51.
В станице работают 8 аптек, в том числе 1 — круглосуточная. Они расположены в центре станицы и в микрорайоне «Автомобилист».

## Уличная сеть
Важнейшие улицы: Мира (главная улица и транспортная артерия станицы), Горького, Гагарина, 20-й ГСД, Красноармейская, Водопойная, Садовая, Шоссейная, Ворошилова.

## Экономика

### Народное хозяйство
На территории станицы Смоленской и в её окрестностях расположены 82 больших и малых предприятия и примерно столько же ИП. Отрасли специализации народного хозяйства:
- сельское хозяйство;
- газовая промышленность;
- сфера услуг.

### Крупнейшие предприятия
Крупнейшие предприятия станицы Смоленской: ООО «Смоленское» (сельское хозяйство), КС «Краснодарская» и «Газпром Трансгаз-Кубань» (газовая промышленность), Смоленское СельПО (розничная торговля).

#### ООО «Смоленское»
ООО «Смоленское» (бывший колхоз «Путь Ильича» и ТОО «Предгорье Кавказа»). В свои лучшие годы был крупнейшим сельхозпредприятием Северского района и одним из крупнейших в крае. Имеет свои: 3 молочно-товарные фермы, зерноток, тракторную бригаду, гараж, действующий вертодром, хлебопекарню (временно не работает). Основным видом деятельности является: растениеводство в сочетании с животноводством (смешанное сельское хозяйство). Земледелие представлено выращиванием озимой пшеницы, ячменя, овса, сои, рапса, кукурузы, подсолнечника. Животноводство представлено разведением крупного рогатого скота (мясных и молочных пород). На балансе предприятия 5173 га сельхозугодий, из них 4050 га — пашня и 297 га — фруктовые сады.
Кроме того, в станице насчитывается 36 крестьянско-фермерских хозяйств, занимающих площадь 92,5 га и несколько сотен личных подсобных хозяйств.

#### ООО «Газпром трансгаз Краснодар»

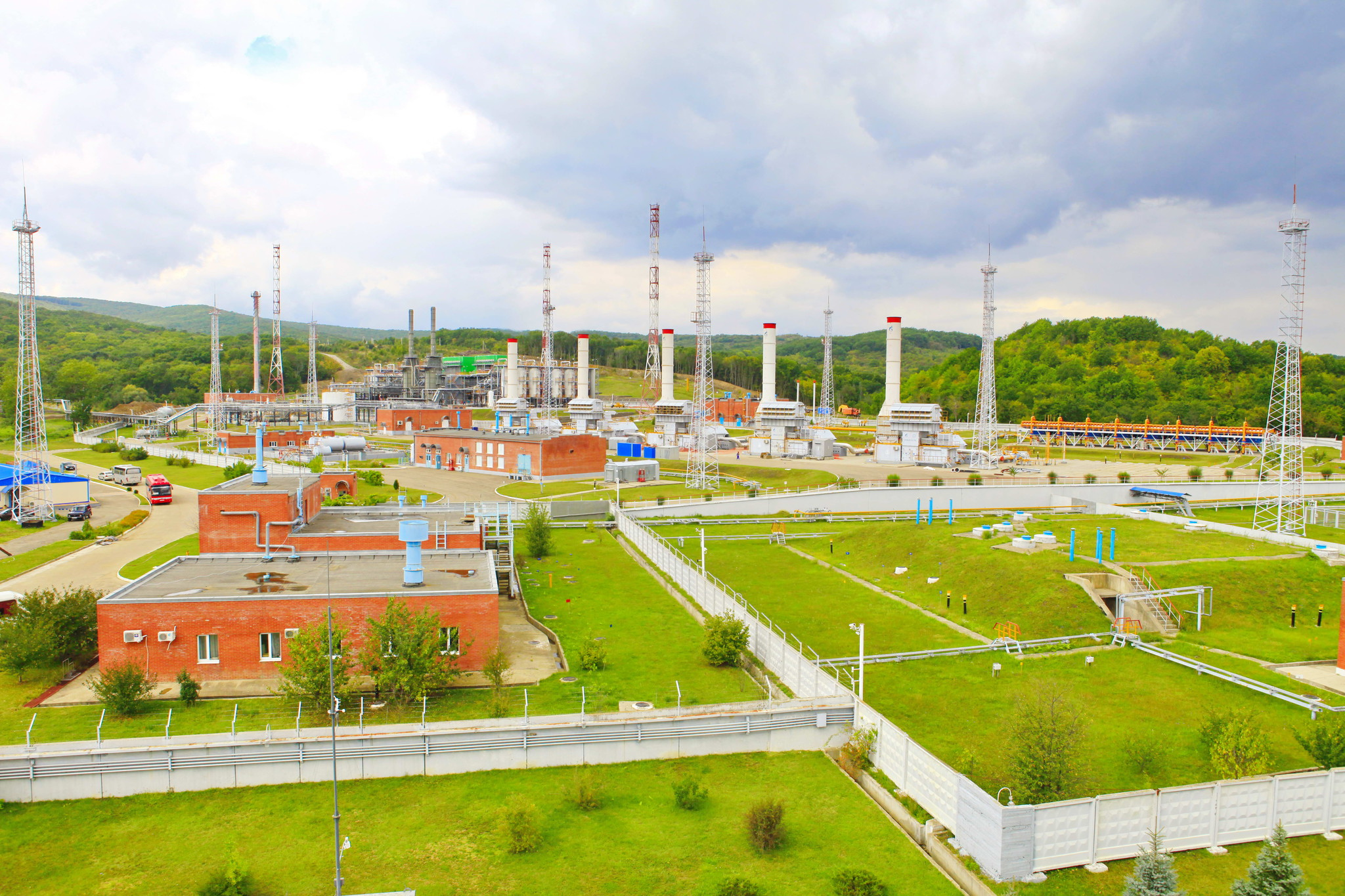
Вид на КС «Краснодарская»

Филиал Смоленское управление аварийно-восстановительных работ (ранее, РМЦ, БПО, СЗГА, ПТУ по РНТО). Расположен на трассе п. Афипский — ст. Смоленская.

#### Компрессорная станция «Краснодарская»
Компрессорная станция «Краснодарская», расположена в 3-х км к югу от станицы, в сторону станицы Крепостной. Компрессорная станция (КС) «Краснодарская» введена в эксплуатацию в 2002 году для подготовки газа к транспортировке по газопроводу «Голубой поток» и подачу газа в газопровод «Джубга — Лазаревское — Сочи».

#### Смоленское сельпо
Смоленское сельпо расположено в центре станицы. Основным видом деятельности компании является розничная торговля в неспециализированных магазинах преимущественно пищевыми продуктами, включая напитки, и табачными изделиями. Также Смоленское сельпо работает ещё по 8 направлениям.

#### Крафтовая пивоварня
В Смоленской есть крафтовая пивоварня (на территории бывшего «Пищевика») с немецким оборудованием.

### Другие крупные предприятия
- ООО «Кубаньгазпром».
- ПФ «Кубаньгазгеофизика» ОАО «Георесурс».
- ООО «Роснефть-Термнефть».
- ООО КМП «Авангард».
- ООО «Газбезопасность»
- ООО «Леско»

### Розничная торговля
Розничная торговля в станице Смоленской представлена универсальным рынком и магазинами.
Крупнейшие магазины станицы представляют федеральные и краевые торговые сети: «Магнит», «Пятерочка», «СангиСтиль», «Магнит Косметик», «Ермолинские полуфабрикаты», «Агрокомплекс».
Всего в станице осуществляют торговую деятельность десятки продовольственных и хозяйственных магазинов. Самое большое скопление магазинов в центре станицы, в районе Мемориала (в просторечии — Памятник) и в микрорайоне «Автомобилист». На севере станицы, на въезде со стороны поселка Афипского, уже несколько лет работает АЗС (единственная в станице).

### Сфера услуг
Сфера услуг представлена несколькими парикмахерскими, ателье по пошиву одежды, станциями технического обслуживания автомобилей, услугами шиномонтажа, автомойками, ремонтом бензопил, службами такси, ремонтом компьютеров и бытовой техники и др. видами услуг. Работают два бюро ритуальных услуг.
Работают: 5 банкоматов (4 из которых принадлежат «Сбербанку»), отделение Сбербанка, отделение связи — Почта, участковый пункт полиции, Нотариус, Агентство недвижимости (временно не работает) и соц. защита.
МФЦ станицы Смоленской расположен по адресу Краснодарский край, Северский район, станица Смоленская, улица Мира, 151 (здание бывшего центрального ДК).

### Общественное питание
В станице Смоленской на 2018 год находятся несколько закусочных, пиццерий, шашлычных и суши-баров, три кафе, банкетный зал. В летний сезон открываются несколько пивных точек.

### Туризм
Станица Смоленская и ее окрестности — важный туристический центр Северского района. Леса и предгорья в районе станицы Смоленской подходят для пешеходного, горного и спортивного туризма, а также для учебного скалолазания. Основные достопримечательности этой местности — горы Собер-Баш и Большой Афипс, скалы Золотые камни, хребет Крепость (возле станицы Крепостной), Верхнеафипское озеро, которое называют местным Лох-Нессом, водопады на ручье Быстром.
В район станицы Смоленской ездят за грибами и на охоту жители города Краснодара.
На территории станицы Смоленской и в ее окрестностях находится несколько специализированных мест для массового отдыха:
1. Турбаза «Крымская поляна» ООО «Краснодарского спортивно-туристического оздоровительного центра „Кубань“.
2. Детский оздоровительный лагерь „Сосновая роща“ (не функционирует уже несколько лет и приходит в запустение). Владельцу лагеря этот объект, как детский лагерь, возможно не интересен.
3. Лесные площадки для базирования альпинистов, охотничьи домики и угодья (станица Крепостная, поселки — Мирный и Планческая Щель).
4. Планческие скалы.
5. Гора Ламбина (место массового захоронения погибших в боях за освобождение станицы Смоленской в 1943 году).

## Общественные объединения
В станице Смоленской действует несколько общественных объединений:
1. Смоленская первичная организация Всероссийского общества инвалидов.
2. Смоленская первичная организация Краснодарской краевой общественной организации ветеранов (пенсионеров, инвалидов) войны, труда, Вооруженных Сил и правоохранительных органов.
3. Органы территориальных органов самоуправления (ТОСы). Всего ТОСов в станице насчитывается 9 штук.
4. Первичные ячейки всероссийских политических партии: „Единая Россия“, ЛДПР, КПРФ и „Справедливая Россия“.
5. Смоленское хуторское казачье общество Северского районного казачьего общества Екатеринодарского отделения Кубанского казачьего войска.

## Транспорт

### Транспортно-географическое положение
Станица находится на пересечении автомобильных дорог районного значения: Афипский-Крепостная-Планческая Щель и Смоленская-Григорьевская-Ставропольская. Ближайшая ЖД станция — Афипская (12 км), ближайший аэропорт — Пашковский (Краснодар) (49 км), ближайший речной порт — Краснодар (35 км), ближайший морской порт — Новороссийск (140 км). В станице нет внутренних маршрутов автобусов. Чтобы добраться из одного края станицы в другой можно использовать только транзитные автобусы и маршрутные такси.

### Службы такси
Служба такси представлена тремя таксомоторными предприятиями.

### Общественный транспорт
Общественный транспорт в станице только транзитный, но развит достаточно хорошо. Автобусы и маршрутные такси ездят с интервалом 20-25 минут. Автобусные маршруты связывают станицу с Краснодаром, Северской, Григорьевской, Ставропольской, Крепостной, Афипским. Транзитом через станицу идут автобусы и маршрутные такси в Ставропольскую, Крепостную, Шабановское и дачи „Парус“ (в дачный сезон).

### Автобусные остановки
- Автобаза
- улица Школьная
- Сельэнерго
- магазин „Холодный“
- Центр
- Парк
- магазин „Здравствуйте“
- улица Карла Маркса (Широкая или им. 20-й ГСД)
- конечная.

## Связь

### Телефонная связь
Стационарная телефонная связь предоставлена ОАО „Ростелеком“. Мобильная (сотовая) связь появилась в станице в начале 2000-х годов. Первым оператором была компания МТС. Сегодня сотовая связь представлена пятью провайдерами: МТС, „Билайн“ (ОАО „Вымпелком“), Теле-2, „Yota“ и „Мегафон“.

### Почта
Отделение связи станицы Смоленской находится по адресу : улица Мира, 165-а. Почтовый индекс — 353254.

### Интернет
Услуги проводного Интернета предоставляет компания „Ростелеком“ и интернет-провайдер» Фридом". Услуги мобильного интернета предоставляют операторы — МТС, «Билайн», Теле-2, «Yota» и Мегафон. Развит спутниковый Интернет и спутниковое телевидение (Триколор, Телекарта, НТВ-плюс).

## Известные люди
- Николай Юноша-Залусский — священник, настоятеле храма станицы Смоленской. В 1879 году благодарные прихожане станицы подарили икону Казанской иконы Божией Матери за «проповедание им слова Божия в каждую службу, непопустительное служение в храме Божием даже в болезненном состоянии». Родился в дворянской семье Киевской губернии. Учился в киевской губернской гимназии, а затем с 1852 по 1874 года проходил разную гражданскую службу и достиг чина титулярного советника. До 1872 года он исповедовал католицизм, но вдруг, в его душе произошёл какой-то сдвиг, причину его мы так никогда и не узнаем, и отец Николай принимает православие. Стоить отметить, что через два года он уже назначается кандидатом на священническое место Кавказской епархии и определяется псаломщиком к Андреевской церкви г. Ставрополя. 11 августа того же года он был рукоположен в дьякона, а затем назначен священником в станицу Эриванскую, откуда перемещен 22 марта 1876 года в Смоленскую[9].